# Maartin Allcock
Maartin Allcock (Middleton, Lancashire; 5 de enero de 1957-16 de septiembre de 2018) fue tecladista y guitarrista de Jethro Tull entre 1988 y 1991. Falleció tras padecer cáncer de hígado.

## Biografía
Estudió música en Huddersfield y Leeds. Su inicio como músico profesional fue en enero de 1976 tocando en bandas musicales y clubes de música folk. Su primera gira fue en 1977 con Mike Harding como uno de the Brown Ale Cowboys. Regresó a la Gran Bretaña y permaneciendo por un tiempo, más de lo previsto y aprendiendo a cocinar mientras tanto. Regresó a Mánchester para estudiar y certificarse como chef, trabajando en las islas Shetland en 1980.
En 1981 se unió a Bully Wee Band, un grupo céltico de música folk, estando once años como el guitarrista principal con música folk británica y con la banda de rock Fairport Convention de octubre de 1985 a diciembre de 1996, además de tres años como tecladista de la banda de rock Jethro Tull de enero de 1988 a diciembre de 1991. En el verano de 1991 tocó los teclados para The Mission. A principios de los años 2000 trabajó libremente desde su hogar en la costa oeste de Snowdonia con una sesión y productor de grabación en el idioma galés para el sello Sain.

## Muerte
En 2018 anunció en su sitio web que le habían diagnosticado que padecía de cáncer de hígado, haciendo su última presentación con vida en dicho año en Cropredy Festival y retirándose posteriormente. Falleció el 16 de septiembre de 2018.